# Église Notre-Dame-de-Damas de La Valette
L'église Notre-Dame-de-Damas est une église catholique située dans la ville de La Valette, à Malte. C'est l'église de la petite communauté gréco-catholique de l'île.

## Historique
L'église a été construite après l'arrivée de 4 000 grecs-catholiques en 1530 en compagnie des Hospitaliers de l'ordre de Saint-Jean de Jérusalem.
Elle a subi des dommages durant les bombardements de la Seconde Guerre mondiale mais la célèbre icône a heureusement survécu.